# Blaguss

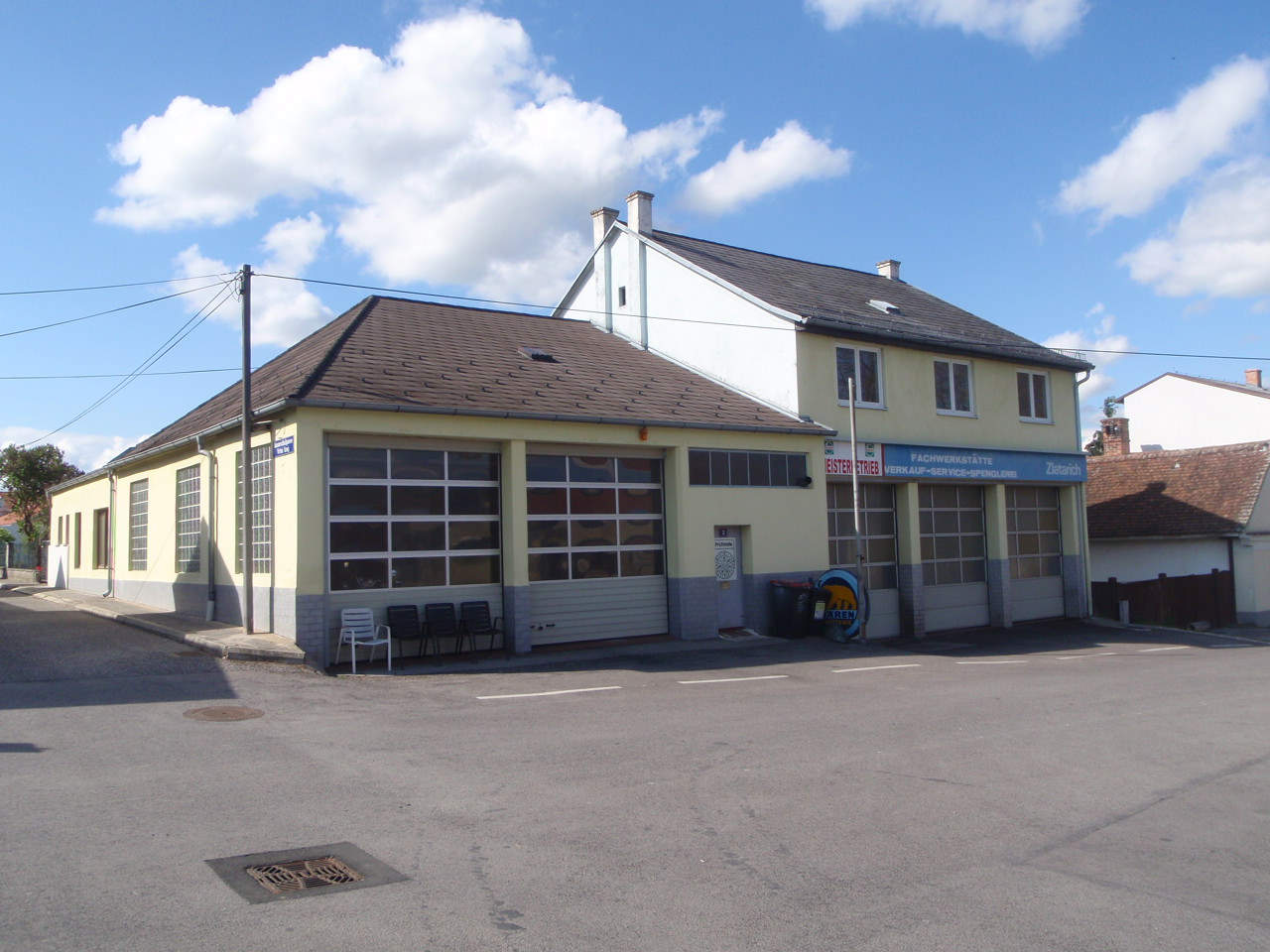
Erste Blaguss-Werkstatt in Unterpullendorf

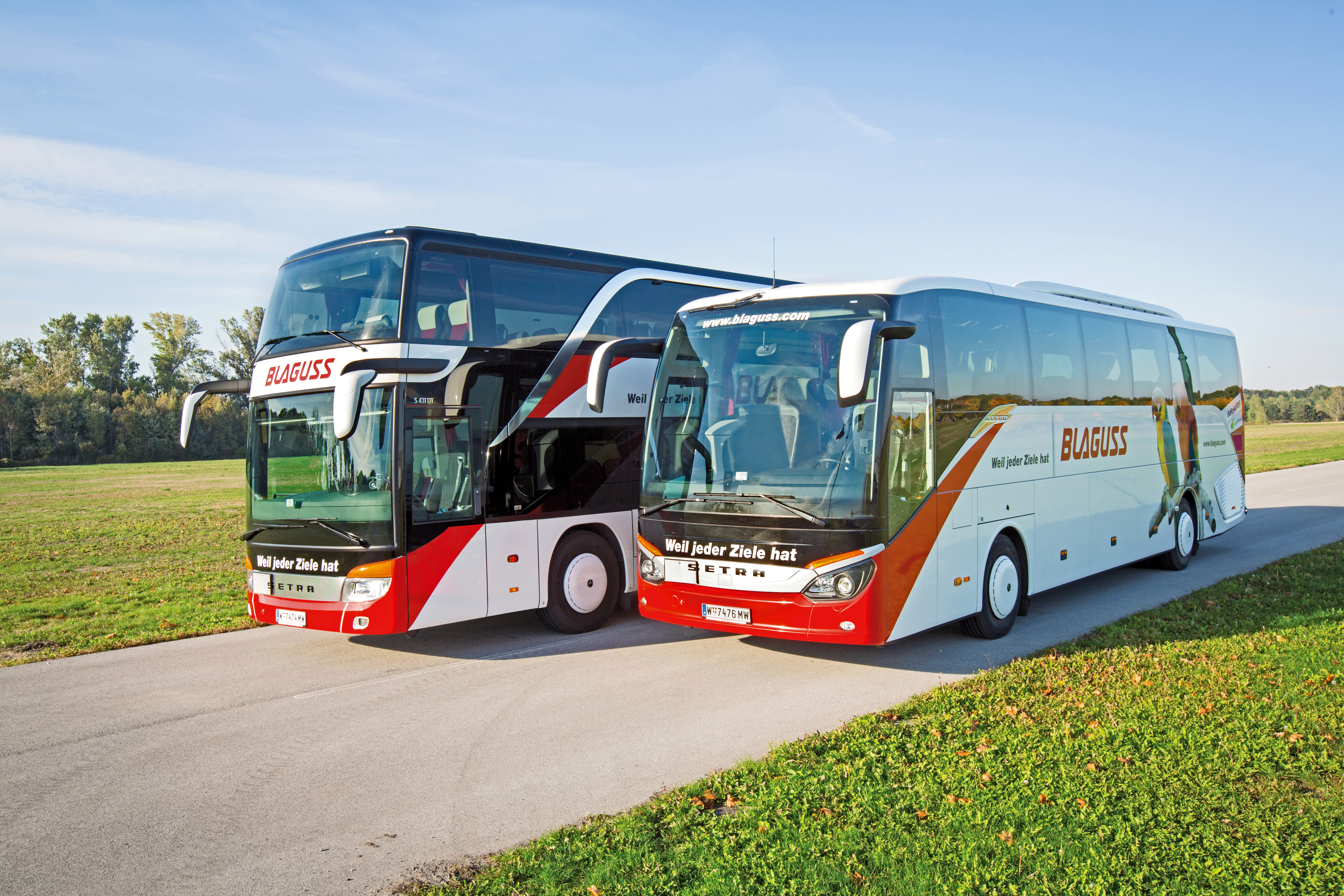
Blaguss Busse

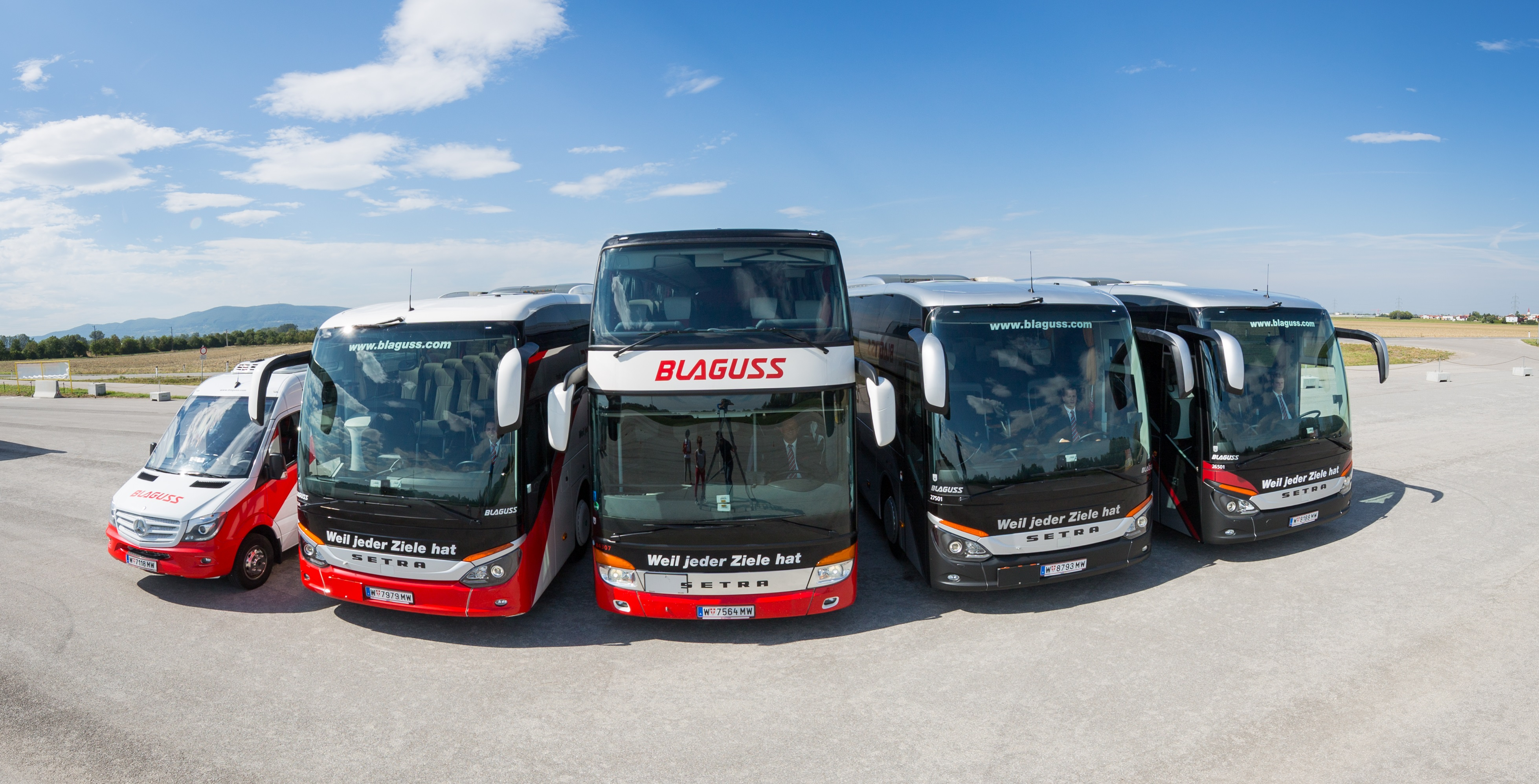
Blaguss Bus-Flotte

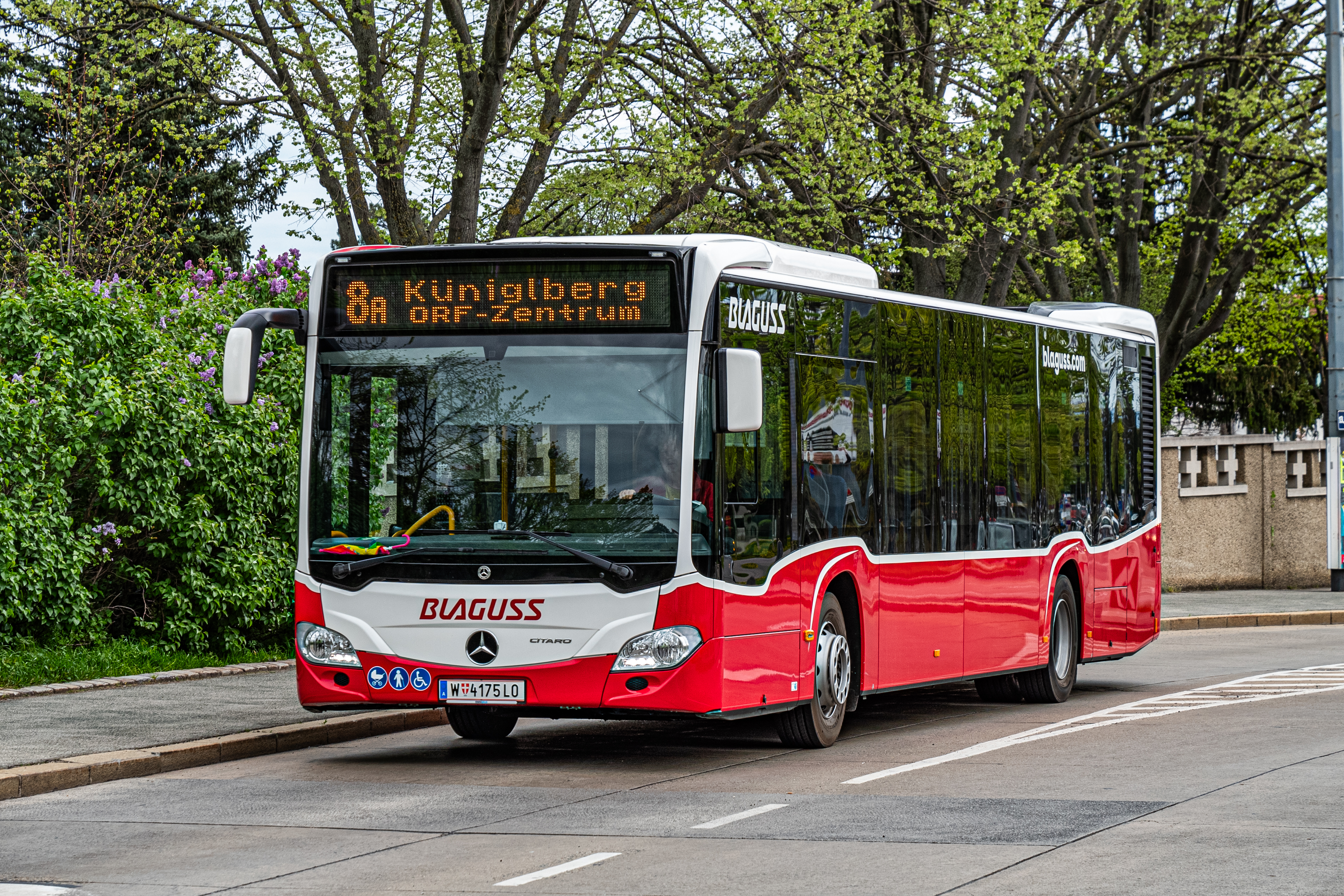
Blaguss Stadtbus im Auftrag der Wiener Linien

Blaguss, Familienunternehmen in der dritten Generation, ist ein österreichisches Personentransport- und Tourismusunternehmen.
Die Tätigkeitsschwerpunkte der Unternehmensgruppe liegen im Bereich Buscharter, Shuttleservices, Gruppenreisen sowie auf dem nationalen und internationalen Linienverkehr. Blaguss hat mitunter auch Shuttle-Services bei Großevents, wie zum Beispiel dem 60. Eurovision Song Contest 2015, bei dem sämtliche Länderdelegationen mit Blaguss-Bussen fuhren, durchgeführt.
Die Busflotte der Blagussgruppe mit einem Durchschnittsalter von rund 2 Jahren umfasst rund 500 Fahrzeuge (Stand 2017) der Euro 6-Emissionsstandards. Die Blagussgruppe beschäftigt über 1000 Mitarbeiter an den Standorten in Österreich, Ungarn und der Slowakei.
Die Unternehmensgruppe wird von den beiden Cousins Thomas und Paul Blaguss geführt.

## Blaguss Gruppe
Zur Blaguss Gruppe gehören, neben der für den Bus-Charter bekannte Blaguss Reisen GmbH, mehrere Tochter- und Beteiligungsunternehmen. Dazu zählen Reisebüros, mit Standorten in Wien, Niederösterreich, Burgenland, Salzburg sowie Ungarn.
Weitere Töchter- und Beteiligungsunternehmen der Blaguss Unternehmensgruppe:
- Blaguss Minibus Service: Fahrtendienste für Kleingruppen und Personentransporte für Menschen mit besonderen Bedürfnissen.
- Flixbus CEE: Internationale Buslinien mit Fokus auf Zentral- und Osteuropa.
- Rius Cruises: Incoming-Agentur für Kreuzfahrten.
- Schönbrunner Schloßkonzerte: Tägliche Konzerte von Mozart und Strauß vom Schloss Schönbrunn Orchester.
- Vienna International Busterminal (VIB): Österreichs größter Busbahnhof mit dem höchsten Passagieraufkommen und Drehkreuz hunderter nationaler und internationaler Fernbus-Verbindungen[3].
- Vienna PASS: Sightseeingkarte für Wien mit freiem Zutritt zu über 60 Sehenswürdigkeiten und Museen, sowie der unlimitierten Nutzung des HOP ON HOP OFF Vienna Sightseeing Busses.
- Vienna Sightseeing Tours: HOP ON HOP OFF Bustouren bieten einen Überblick der wichtigsten Sehenswürdigkeiten in Wien. Es werden auch Touren innerhalb Österreichs, sowie zu interessanten Städten österreichischer Nachbarländer angeboten.
- Donauturm: Wahrzeichen Wiens und beliebtes Ausflugsziel.

## Geschichte
Das Unternehmen wurde 1929 von Paul Blaguss (* 1907 in Unterpullendorf; † 1972) als Handelsunternehmen für den „Handel mit Eier, Butter, Geflügel, Wildbret, Obst und Schwammerl“ gegründet. Bald darauf erwarb er einen Lastkraftwagen der Type Perl um seine Produkte zum Verkauf am Wiener Naschmarkt bringen zu können. Das Transportunternehmen Blaguss war geboren. Im Jahr 1932 verfügte die Firma zudem über drei Omnibusse und erhielt 1935 die Linien- und Reisebürokonzession.
Im Zweiten Weltkrieg wurden alle Fahrzeuge eingezogen und das Unternehmen musste wieder ganz von vorne beginnen. Kurz nach Kriegsende, im Jahr 1947, besaß Blaguss bereits wieder drei Busse und suchte um Linienkonzessionen an. Das Liniennetz wird seither laufend erweitert.
Bereits 1953 wurden die ersten touristischen Fahrten nach Ungarn durchgeführt und ab 1956 wurde auch Reisen u. a. bis nach Griechenland angeboten. Im Jahr 1965 erhielt das Unternehmen die uneingeschränkte Reisebüro-Konzession in Oberpullendorf. Die Söhne stiegen 1970 als Gesellschafter in das Unternehmen ein und übernahmen die Geschäftsführung. Blaguss erweiterte sowohl sein Programm im Burgenland als auch am neuen Firmenstandort in Wien.
Im Jahr 1979 bekam das Unternehmen anlässlich des 50-jährigen Bestehens das Staatswappen verliehen. Das Unternehmen beschäftigte zu dieser Zeit rund 150 Mitarbeiter und verfügte über 40 Busse.

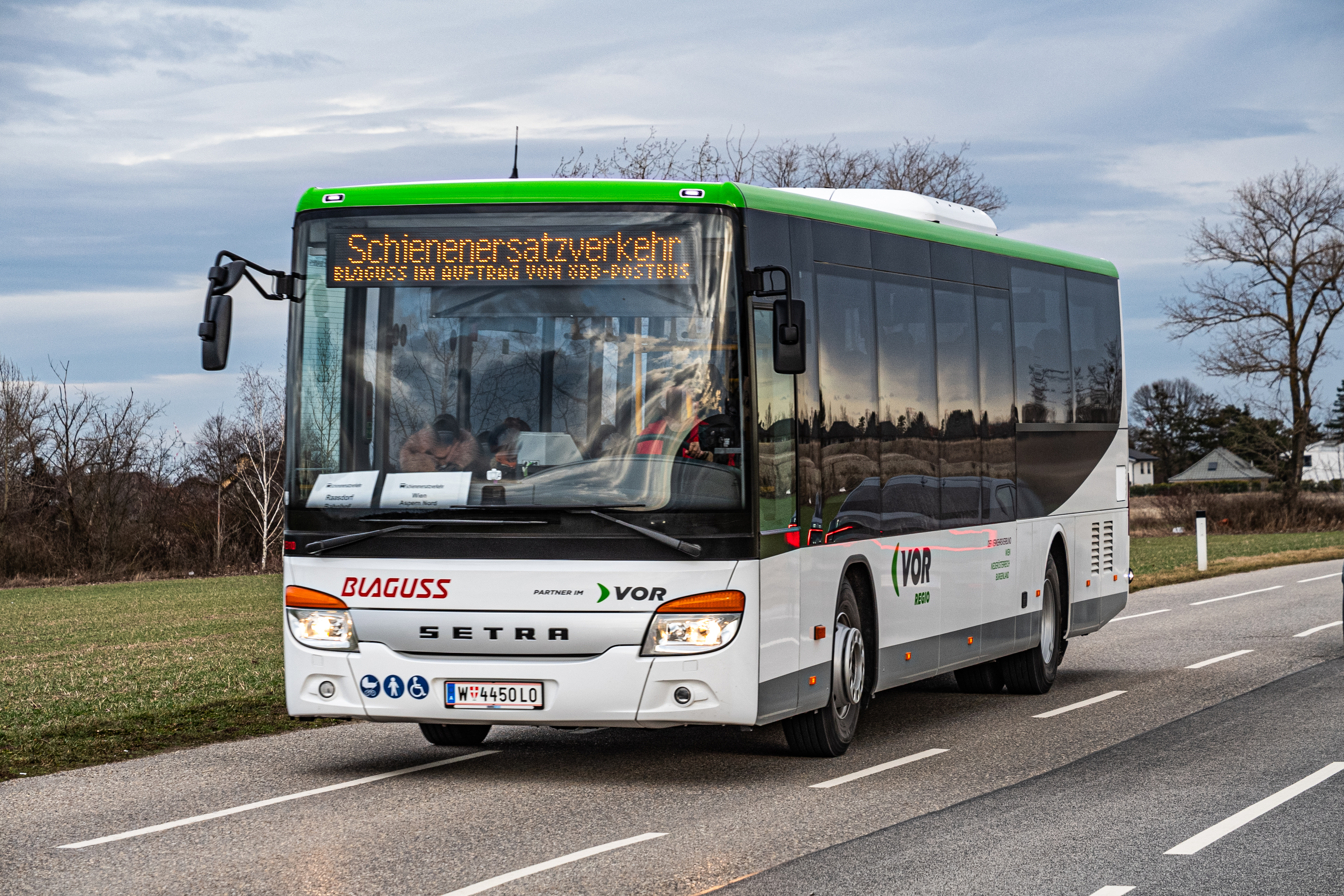
Schienenersatzverkehr der Firma Blaguss

1984 wurden die ersten Stadtlinien der Wiener Linien übernommen. Ein neues Buscenter wurde 1987 in Wien eröffnet. Neben der neuen Reisebürofiliale in Budapest wurde auch ein Linienverkehr zwischen Wien und Budapest aufgenommen.
Bald nach der Öffnung der osteuropäischen Staaten wurden internationale Linienverkehre zusätzlich nach Rumänien, Bulgarien und Polen aufgenommen. In die Nachbarländer der ehemaligen Tschechoslowakei und Ungarn wurden bereits während der Zeit des Eisernen Vorhanges zahlreiche Aktivitäten gesetzt. Von 1991 bis Anfang 2016 war Blaguss Mitglied des Eurolines-Verbundes.
Seit 2014 kooperiert Blaguss mit dem deutschen Fernbusunternehmen Flixbus Mobility GmbH. Im Rahmen dieser strategischen Kooperation werden seit Anfang 2016 Ziele in insgesamt sechs Ländern in Central & Eastern Europe (CEE) durch die gemeinsame Tochtergesellschaft Flixbus CEE angefahren.
Im Dezember 2015 wurden die Anteile der Bank Austria am Wiener Donauturm an die Blaguss Gruppe – gemeinsam mit drei weiteren Investoren – verkauft.
Im April 2021 übernahm Reisewelt, eine Tochter der Raiffeisenlandesbank Oberösterreich die Reisebüros von Blaguss. Blaguss erhält
eine Sperrminorität von 25,1 Prozent an Reisewelt.